# Исудюн
 Тази статия е за града във Франция.  За окръга вижте Исудюн (окръг).  За кантона вижте Исудюн (кантон).
Исудюн (на френски: Issoudun) е град в централна Франция, административен център на кантон Исудюн и окръг Исудюн в департамента Ендър на регион Център-Вал дьо Лоар. Населението му е около 12 000 души (2015).
Разположен е на 129 метра надморска височина в Парижкия басейн, на 28 километра североизточно от Шатору и на 33 километра югозападно от Бурж. Селището съществува още при завладяването на Галия от римляните.

## Известни личности
Родени в Исудюн
- Морис Лашатр (1814 – 1900), издател